# Piramide di Unis
La piramide di Unis è un sito archeologico egizio risalente al XXIV secolo a.C. e dedicata all'omonimo sovrano.

## Descrizione
La piramide si trova a nord di Saqqara, fra la piramide di Sekhemkhet (ca. 2640 a.C.) e il lato sud-occidentale del complesso piramidale di Djoser (ca. 2670 a.C.), in simmetria con la più recente piramide di Userkaf (ca. 2490 a.C.). Durante l'edificazione, gli operai livellarono la zona coprendo tombe più antiche, fra cui quella del faraone Hotepsekhemwy, fondatore della II dinastia (ca. 2890 a.C.). Il nome della piramide era Nefer Isut Unis, che significa Belli sono i luoghi di Unis. È la più piccola fra le quelle completate durante l'Antico Regno, con una base di 57.7 metri × 57.7 metri, per un'altezza di 43 metri.

## Testi delle piramidi

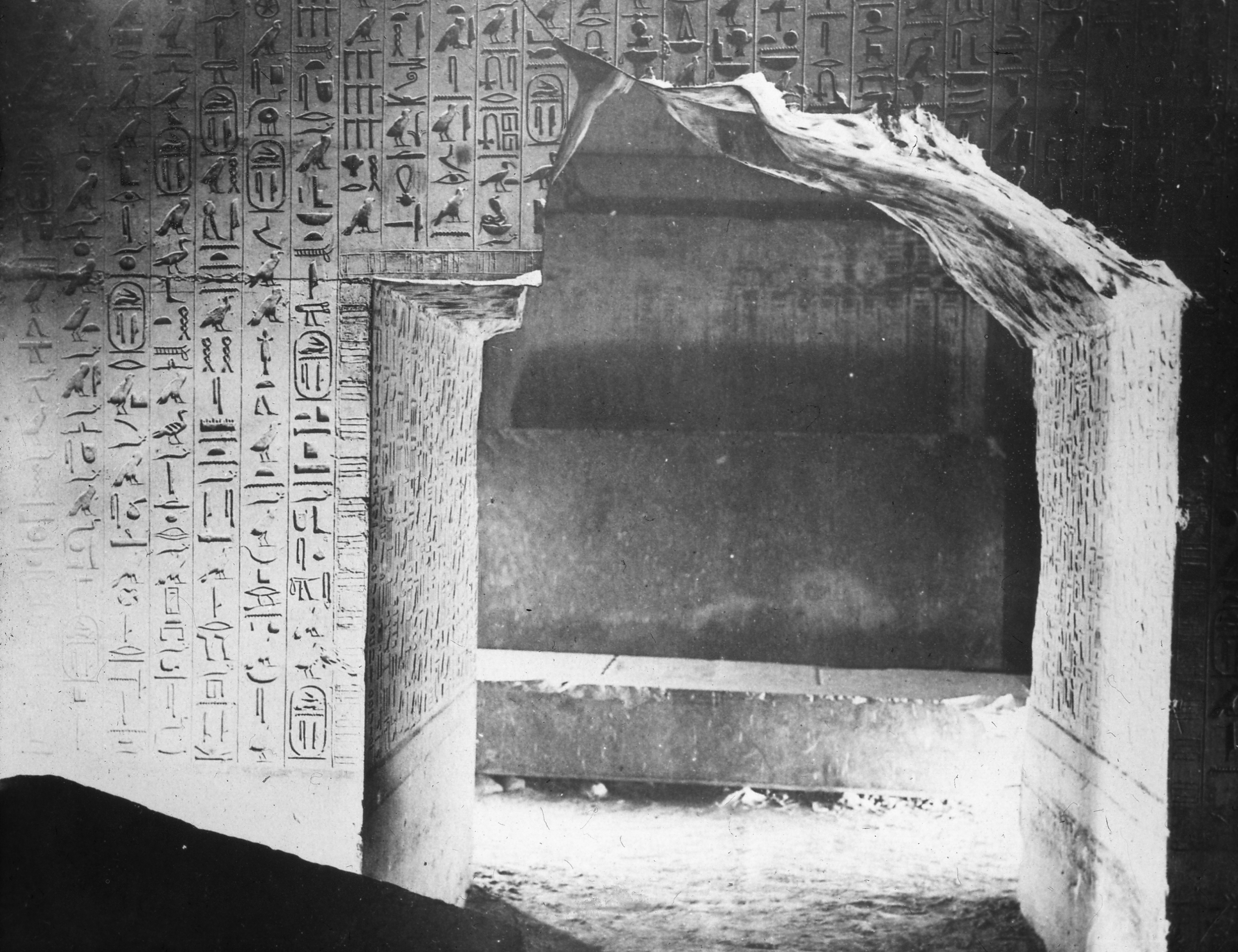
La camera sepolcrale di Unis, con il sarcofago di basalto, vista dall'anticamera attraverso la porta danneggiata che le collega. Entrambe la stanze sono ricoperte di Testi delle piramidi.

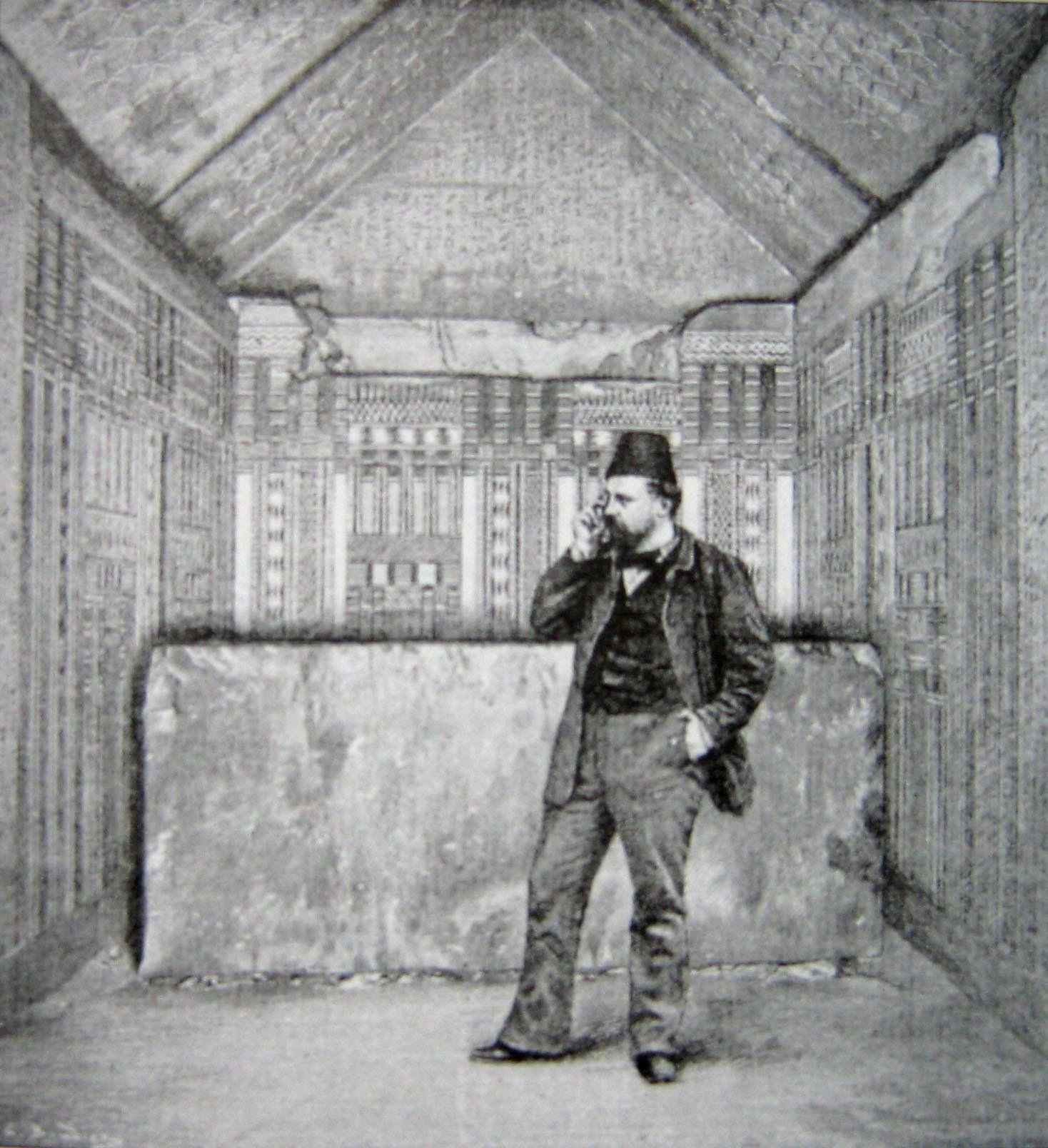
Disegno della camera sepolcrale di Unis con l'archeologo Gaston Maspero.

La grande innovazione della piramide di Unis è la prima apparizione dei Testi delle piramidi, fra i più antichi testi religiosi egizi giunti sino a oggi - anche considerando che il linguaggio arcaico di alcune sezioni ne suggerisce l'appartenenza a un'epoca di molto precedente allo stesso Unis. Facendo incidere tali numerose colonne di testo sulle pareti delle sue camere sepolcrali, Unis diede inizio a una tradizione che fu seguita dai re (e da alcune regine) della VI dinastia, nelle loro piramidi, fino alla fine dell'Antico Regno, due secoli dopo.
Furono incise 283 formule, in geroglifici dipinti di blu, sulle pareti del corridoio, dell'anticamera e della camera sepolcrale di Unis; questo insieme costituisce la raccolta più completa di Testi delle piramidi attualmente conosciuta. Le formule avevano lo scopo di garantire la protezione dei resti del sovrano, infondere nuovamente lo spirito nella sua mummia e assicurarne l'ascesa tra gli dei dopo aver sconfitto le forze maligne del mondo dei morti, ricongiungendosi infine con il dio-sole Ra, reputato il suo padre divino. Facendo scolpire queste formule nelle camere interne della piramide, Unis si assicurava che avrebbe potuto beneficiare del loro magico effetto anche quando il suo culto funerario sarebbe cessato.

L'ottimo stato di conservazione delle iscrizioni dimostra che furono scolpite in modo da essere lette dal ba di Unis, che si credeva sarebbe sorto dal sarcofago, circondato da frasi magiche e offerte rituali, grazie alle formule di resurrezione. Il ba sarebbe successivamente uscito dalla camera sepolcrale, che include testi che identificano il faraone con Osiride nel Duat, l'aldilà egizio, e si sarebbe recato nell'anticamera simboleggiante l'Akhet, il luogo dove il sole sorge e tramonta (traducibile come orizzonte oppure montagna di luce). A questo punto, il ba si sarebbe rivolto a oriente, dove il sole sorge, e oltre le pareti stesse della piramide, verso la falsa porta del tempio funerario dove si svolgevano i riti per Unis defunto. Infine, il ba avrebbe raggiunto Ra, in cielo, passando ancora attraverso il corridoio della piramide.

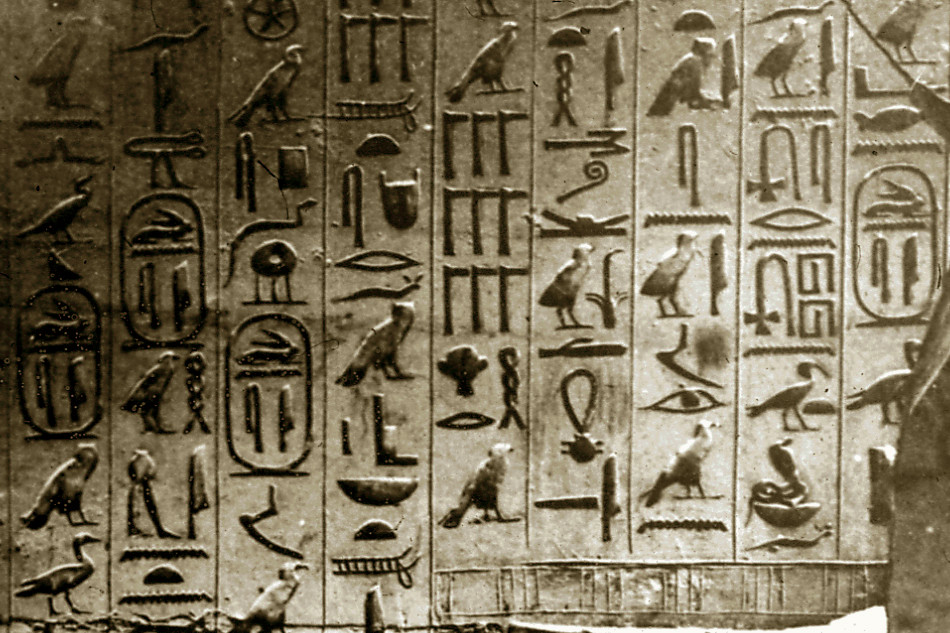
Esempio di Testi delle piramidi su una parete della camera sepolcrale di Unis.

### Dibattito sull'Inno Cannibale
Fra le formule inscritte nell'anticamera si trovano le due, piuttosto estese e ricche di metafore e allusioni oscure, che compongono il cosiddetto Inno Cannibale, il passo più famoso e, forse, più enigmatico dei Testi, dove il faraone è descritto mentre vola in cielo attraversando una tempesta e macellando, cuocendo e mangiando sia uomini che dei per nutrirsi della loro energia e magia (cfr. il passo dalla formula n°274 fra gli esempi che seguono). Mentre la maggior parte degli egittologi ritiene molto improbabile che Unis abbia potuto praticare realmente il cannibalismo, Ernest Alfred Wallis Budge riteneva che l'Inno Cannibale si rifacesse a pratiche di un'epoca molto più antica, quando il cannibalismo sarebbe stato praticato in Egitto. Come osserva l'egittologo Toby Wilkinson, è probabile che tale inno suonasse primitivo già alle orecchie dei contemporanei di Unis, al punto da essere utilizzato solamente un'altra volta, nella piramide del faraone Teti, per poi uscire dal canone dei Testi delle piramidi. In una versione modificata, divenne la formula n°573 dei Testi dei sarcofagi.

### Esempi
(Testi delle piramidi, n°77)
(Testi delle piramidi, n°93)
(Testi delle piramidi, n°131 (166))
(Testi delle piramidi, n°217)
(Testi delle piramidi, n°274 - dall'Inno Cannibale)
(Testi delle piramidi, n°310)